# Sidney Lanier
Sidney Lanier, född 3 februari 1842 i Macon, Georgia, död 7 september 1881 i Lynn, North Carolina, var en amerikansk författare.
Lanier deltog i amerikanska inbördeskriget på sydstaternas sida, varifrån han återkom med bruten hälsa. Från 1879 till sin död föreläste han över engelsk litteratur vid universitetet i Baltimore och utgav bland annat Science of English Verse (1880) och English Novel (1883). Sitt litterära rykte vann Lanier genom sin egenartade, av rikt musikaliskt välljud kännetecknade lyrik, med verk som Corn (1874) och Poems (1877). Letters of Sidney Lanier, 1866-1881 utgavs 1899.